# Pinne ventrali

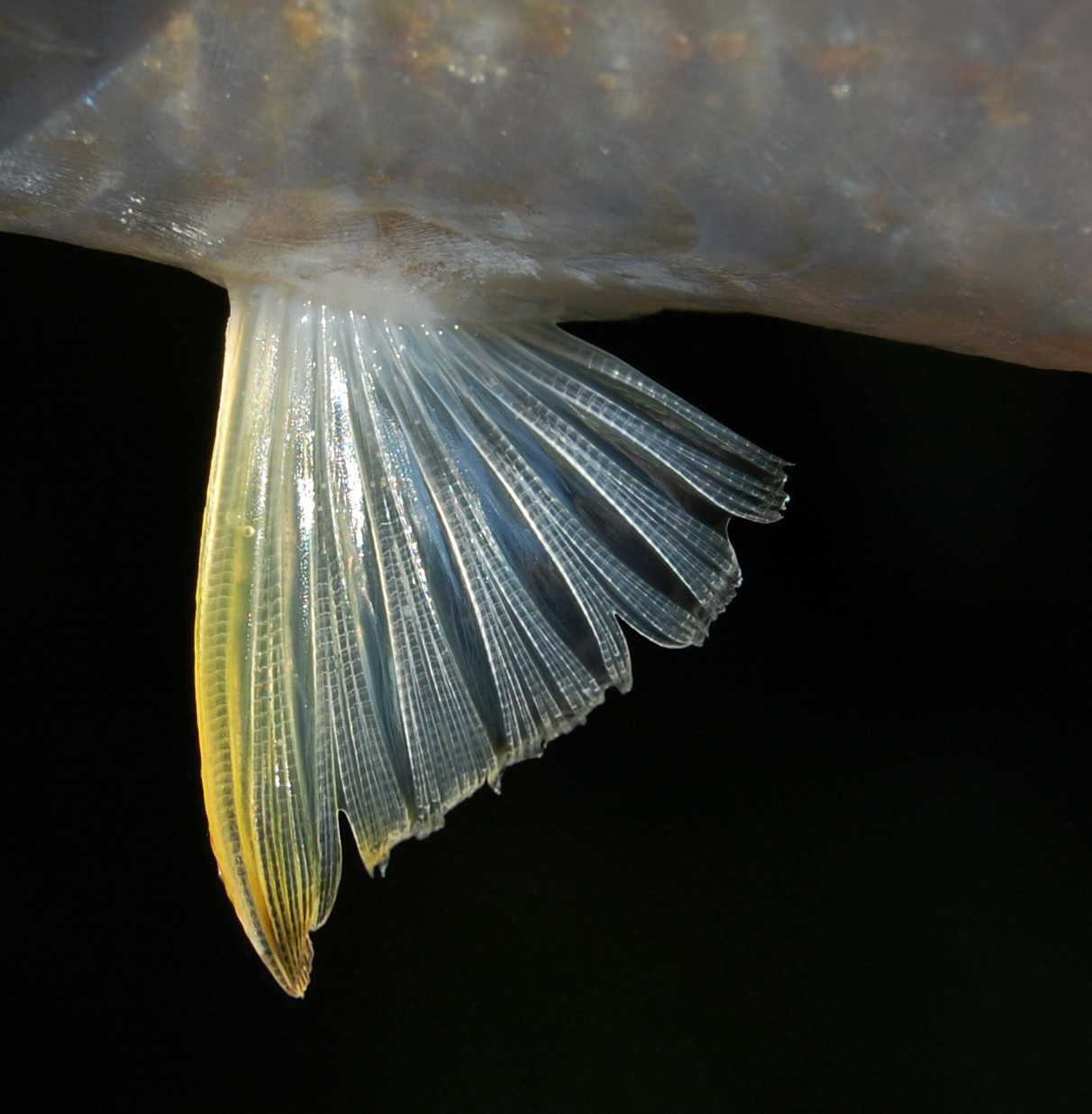
Pinna ventrale di Mystacoleucus marginatus

Le pinne ventrali o pinne pelviche sono pinne accoppiate, cioè doppie, poste più in basso e leggermente più indietro rispetto alle pinne pettorali, e sono l'equivalente evolutivo degli arti inferiori dei Tetrapoda. 
Il nome di ventrali viene generalmente assegnato alle pinne poste posteriormente il corpo del pesce, mentre si parla di pelviche se posizionate più anteriormente. Ad esempio in alcuni pesci si distinguono le pinne pelviche, poste al di sotto delle pettorali, e le pinne ventrali, poste posteriormente, mentre nei Phycidae di pinne ventrali, poste sotto le pettorali, e di pinna anale.

## Funzione
Hanno funzione stabilizzatrice e sono utilizzate per rallentare velocemente l'andatura tramite la loro flessione verso il basso.
Nei Gobiidae sono spesso fuse in un singolo disco adesivo, utilizzato dai pesci di questa famiglia per aderire agli oggetti.
Nei maschi degli squali le pinne ventrali sono caratterizzate dalla presenza del gonopodio, un organo copulatore utilizzato per l'accoppiamento  utilizzati per il trasferimento dello sperma alle femmine.
In alcune specie, come Phycis phycis della famiglia Phycidae, le pinne ventrali sono allungate e dotate di organi di senso per il sondaggio del fondale. Nei pesci dei generi Cypselurus e Hirundichthys, della famiglia dei Exocoetidae, le pinne ventrali sono molto sviluppate coadiuvano le pinne pettorali durante il volo.